# Île Stuart
Pour les articles homonymes, voir Stuart.
L'île Stuart est une petite île côtière d'Alaska située à proximité de la rive méridionale du Norton Sound, une baie ouvrant sur la mer de Béring.

## Géographie
L'île a une superficie de 135 km2 et ne compte aucun habitant d'après le recensement de 2000.
L'île abrite de grands troupeaux de rennes.